# Fred Hampton
Fred Hampton, född 30 augusti 1948 i Chicago, Illinois, död 4 december 1969 i Chicago, Illinois, var en amerikansk marxistisk aktivist och medlem av Svarta pantrarna. Han var känd för sina tal om rasism och ekonomisk rättvisa.   
Hampton var ordförande för Svarta Pantrarna i Illionis. Han grundade Rainbow Coalition, en framstående antirasistisk, klassmedveten politisk organisation som från början inkluderade Svarta pantrarna, Young Patriots (som organiserade fattiga vita) och Young Lords (som organiserade latinamerikaner). Han skapade också en allians mellan stora gatugäng i Chicago för att hjälpa dem att få slut på konflikter och arbeta för social förändring. Hampton ansåg att fascismen var det största hotet och sa bland annat att "ingenting är viktigare än att stoppa fascismen, eftersom fascismen kommer att stoppa oss alla."
Han mördades i en polisrazzia 1969. Hans död väckte stor uppmärksamhet och protester och han har sedan dess blivit en ikon för svart frihetskamp och rättvisa.

## Biografi
Hampton föddes den 30 augusti 1948, i dagens Summit Argo, Illinois, och flyttade med sina föräldrar till en annan Chicago-förort, Maywood, vid 10 års ålder. Hans föräldrar hade kommit från Louisiana som en del av den stora afroamerikanska migrationen från södra USA i början av 1900-talet. 
Som ung var Hampton aktiv i den lokala baptistkyrkan. Han påverkades starkt av den amerikanska medborgarrättsrörelsen och började delta i olika protestaktioner mot rasism och orättvisor. 
1968 blev Hampton medlem i Svarta Pantrarna i Illinois, en organisation som kämpade för svarta människors rättigheter och frihet. Han blev snabbt en viktig ledare inom partiet och valdes till ordförande för Svarta Pantrarna i Illinois. Under sin tid som ordförande var han känd för sin passion och sitt engagemang för att förbättra förhållandena för afroamerikaner. 

## Mordet på Hampton
Fred Hampton dödades i sin lägenhet den 4 december 1969 vid ett ingripande av en insatsstyrka bestående av lokala och delstatliga poliser och FBI. Vid ingripandet sköts mer än 90 kulor genom lägenheten, och infiltratören William "Bill" O'Neal hade dessförinnan drogat Hampton med en stor mängd Sekobarbital. Under razzian dödades även pantern Mark Clark och flera andra skadades allvarligt. 
En stämningsansökan lämnades senare in av överlevande från razzian och släktingar till Hampton och Clark. Det löstes 1982 genom en förlikning på 1,85 miljoner dollar.
Efter avslöjanden om det illegala Cointelpro-programmet och dokument i samband med razzian, anser många forskare idag att Hampton mördades på initiativ av FBI. Michael Newton är en av de författare som har kommit fram till att Hampton mördades. I sin bok 2016 Unsolved Civil Rights Murder Cases, 1934–1970, skriver Newton att Hampton "mördades i sömnen av Chicagopolisen, i samverkan med FBI." Samma uppfattning presenteras också i Jakobi Williams bok From the Bullet to the Ballot: The Illinois Chapter of the Black Panther Party and Racial Coalition Politics in Chicago.

## I populärkulturen
Hamptons död skildras i dokumentärfilmen The Murder of Fred Hampton från 1971.
I filmen The Trial of the Chicago 7 (2020) spelas Hampton av Kelvin Harrison Jr. I filmen agerar Hampton rådgivare åt Bobby Seale.
Den biografiska filmen Judas and the Black Messiah från 2021 handlar om när William "Bill" O'Neal infiltrerade Svarta pantrarna och förrådde Hampton. Hampton spelades av Daniel Kaluuya som vann en Oscar för bästa manliga biroll för rollen. 